# باغائو
باغائو (به انگلیسی: Baghao) یک منطقهٔ مسکونی در پاکستان است که در ایالت بلوچستان واقع شده‌است.